# Леспезь (Констанца)
Леспезь, Леспезі (рум. Lespezi) — село у повіті Констанца в Румунії. Входить до складу комуни Добромір.
Село розташоване на відстані 145 км на схід від Бухареста, 66 км на захід від Констанци.

## Населення
За даними перепису населення 2002 року у селі проживали 464 особи.
Національний склад населення села:
| Національність | Кількість осіб | Відсоток |
| -------------- | -------------- | -------- |
| турки          | 253            | 54,5%    |
| румуни         | 211            | 45,5%    |

Рідною мовою назвали:
| Мова      | Кількість осіб | Відсоток |
| --------- | -------------- | -------- |
| турецька  | 245            | 52,8%    |
| румунська | 219            | 47,2%    |